# Wojciech Olszamowski
Wojciech Olszamowski herbu Jasieńczyk (zm. przed 5 sierpnia 1625) – podsędek czerski w 1616 roku, sędzia grodzki czerski w 1610 roku, podstarości czerski w 1604 roku.